# Vincenzo Maria Altieri

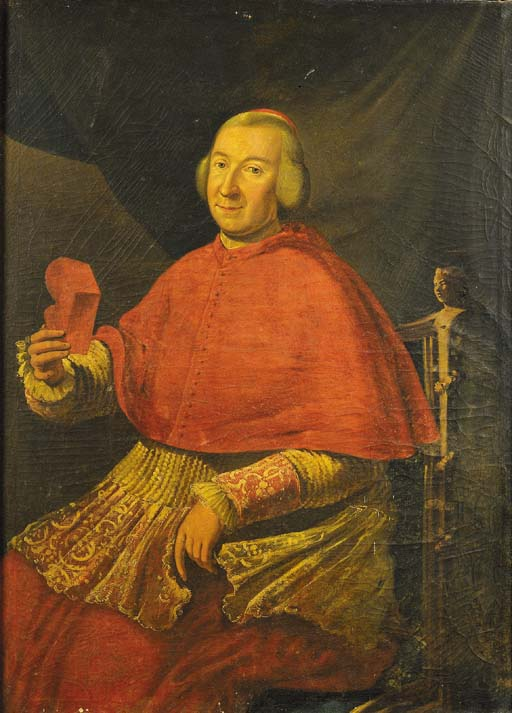
Kardinal Vincenzo Maria Altieri

Vincenzo Maria Altieri (* 24. November 1724 in Rom; † 10. Februar 1800 ebenda) war ein Kurienkardinal der katholischen Kirche.

## Leben
Altieri wurde 1743 zum Apostolischen Protonotar ernannt und übte dieses Amt ab 1747 aus. Im selben Jahr wurde er auch Prälat der Konzilskongregation und Referent an der Apostolischen Signatur. Nach einer mehrjährigen Tätigkeit als Päpstlicher Vizelegat in Urbino und in der Romagna wurde er 1758 Gouverneur von Ancona. 1764 kehrte er an die Kurie zurück. 
Nachdem Altieri 1776 Präfekt des Päpstlichen Hauses geworden war, kreierte ihn Papst Pius VI. am 23. Juni 1777 in pectore zum Kardinal, was am 11. Dezember 1780 publiziert wurde. Er war in den folgenden Jahren Kardinalprotektor zahlreicher Klöster, Kirchen und Universitäten und übernahm Leitungsfunktionen in mehreren Kardinalskongregationen. Nach drei anderen Titeldiakonien war Kardinal Altieri ab 1794 Kardinaldiakon von Santa Maria in Via Lata.
Er nahm am 12. März 1798 seinen Abschied vom Kardinalsamt, was am 7. September gleichen Jahres vom Papst akzeptiert wurde. Sein Rückzug hatte mit der politischen Situation und seiner schlechten Gesundheit zu tun. Während der Sedisvakanz nach dem Tod Pius’ VI. ersuchte er am 8. Februar 1800 Kardinaldekan Gian Francesco Albani um Rückkehr ins Kardinalskollegium, was jedoch durch seinen eigenen Tod zwei Tage später eine hinfällige Bitte wurde.
Er war Neffe der Kardinäle Lorenzo Altieri und Giovanni Battista Altieri. Zudem war er Onkel der Kardinäle Alessandro Mattei und Lorenzo Girolamo Mattei.